# Autostrada A54 (Belgio)
L'Autostrada A54 belga parte da Nivelles fino ad arrivare a Charleroi ed è lunga 24 km.

## Percorso
|      |                                   |        |                |  |  |
| Tipo | Indicazione                       | Uscita | Strada europea |  |  |
|      | Barriera Arquennes                |        |                |  |  |
|      | Petit-Rœulx                       | 20     |                |  |  |
|      | Area di parcheggio "Fromiée"      |        |                |  |  |
|      | Luttre                            | 21     |                |  |  |
|      | Barriera Thiméon                  |        |                |  |  |
|      | Gosselies-Ouest                   | 22     |                |  |  |
|      | Jumet-Nord (solo carreggiata sud) | 23     |                |  |  |
|      | Gosselies-Aéroport                | 24     |                |  |  |
|      | Jumet-Est                         | 25     |                |  |  |
|      | Lodelinsart                       | 26     |                |  |  |
|      | Barriera Charleroi-Nord           | 27     |                |  |  |